# Nakajima Ki-43
O Nakajima Ki-43 Hayabusa (em japonês:  隼, falcão-peregrino) foi um caça tático monomotor fabricado pela empresa japonesa Nakajima Aircraft Company e utilizado pelo Exército Imperial Japonês durante a Segunda Guerra Mundial. A designação do exército japonês era "Caça do Exército Tipo 1" (一式戦闘機); embora tenha oficialmente apelidado pelos aliados de "Oscar", era muitas vezes chamado de "Zero do Exército" pelos pilotos norte-americanos devido à sua semelhança com o Mitsubishi A6M Zero, que era utilizado pela Marinha Imperial Japonesa.
Tal como o Zero, o Ki-43 era leve e fácil de pilotar, e tornou-se lendário pela sua performance em combate na Ásia Oriental nos primeiros anos da guerra. Era mais manobrável do que qualquer adversário, mas não tinha blindagem nem tanques auto-selantes, e o seu armamento foi pobre até à última versão, que foi produzida até 1944. Os pilotos aliados frequentemente reportavam que os ágeis Ki-43 eram alvos difíceis, mas desfaziam-se ou incendiavam-se facilmente com apenas alguns impactos. Apesar dos seus inconvenientes, o Ki-43 abateu mais aviões aliados do que qualquer outro caça japonês e quase todos os ases da Força Aérea Imperial Japonesa conseguiram a maioria dos seus abates aos comandos deste avião.
Foram produzidos 5 919 Ki-43, muitos dos quais foram usados nos últimos meses da guerra em ataques kamikaze contra a frota norte-americana.